# Fornsigtuna
Fornsigtuna (forn significa antiguo/a), Vieja Sigtun, Sithun, Sign(h)ildsberg o Signesberg es un emplazamiento localizado en la parroquia de Håtuna a unos 4 km al oeste de la moderna ciudad de Sigtuna, junto al lago Mälaren, en Suecia. Aunque el lugar está casi olvidado, tuvo un papel relevante en la mitología nórdica.

## Heimskringla
En Heimskringla, Snorri Sturluson explica que Odín y los otros dioses Æsir pisaron por primera vez Suecia cuando llegaron a Fornsigtuna. Allí levantaron un gran templo, donde hubo sacrificios según las costumbres del pueblo Ásaland. Odín tomó como residencia aquel lugar junto al lago Maelare, se apropió de todo el distrito y lo llamaron Sigtun; a los sacerdotes del templo les concedió dominios. Njord moró en Nóatún, Freyr en Gamla Uppsala, Heimdal en Himinbjörg, Thor en Þrúðheimr, Balder en Breidablik; a todos ellos les dio posesiones.
Entonces el pirata Sölve, llegó a Fornsigtuna para reclamar el trono de Suecia:
«Solve llegó inesperadamente a Eysteinn (Östen), rodeó la casa donde estaba el rey, y le quemó junto a toda su corte. Entonces Solve fue a Sigtun, y deseaba que los suecos le recibiesen, y le concedieran el título de rey; pero ellos convocaron un ejército, e intentaron defender el país en su contra, por lo que hubo una gran batalla, que duró (según la cita) once días. Allí el rey Solve venció, y en consecuencia fue rey de Suecia por mucho tiempo, hasta que los suecos le traicionaron, y fue asesinado.»
En la Saga de Olaf Haraldsson, el rey noruego Olaf Haraldsson bordea la orilla de Fornsigtuna:
«El rey Olaf King Olaf se dirigió a partir de entonces hacia el este a Svithjod, en el Lag (lago Maelar), y devastó la tierra en ambos flancos. Navegó todo el curso hacia Sigtuna, y posicionó sus naves cerca de Fornsigtuna. Los suecos dicen que los montículos de piedra todavía se pueden ver, los que Olaf había puesto bajo los extremos de las pasarelas que iban de la orilla a los barcos.»

## Poesía escáldica

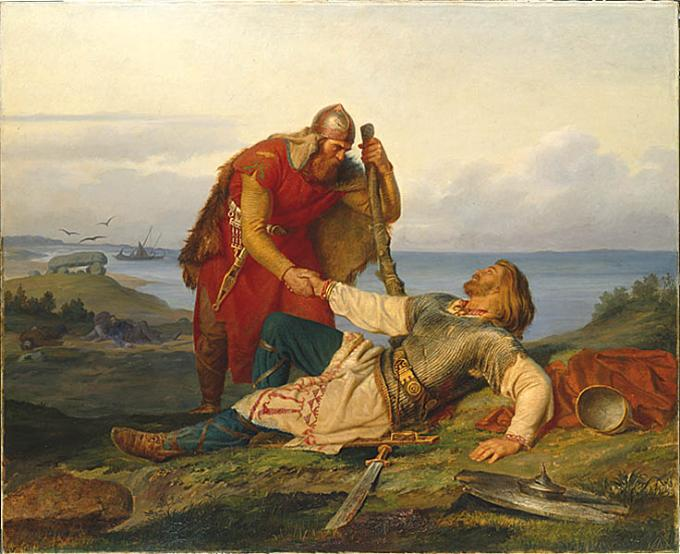
Hjalmar agonizando, por Mårten Eskil Winge (1866).

En la saga de Örvar-Oddr, Hjalmar lamenta su agonía:
| Sék hvar sitja Sigtúnum á fljóð þaus löttu farar mik þaðan ; gleðrat Hjálmar í höll konungs öl né rekkar of aldr síðan. | Veo donde ellos se sientan en su hogar en Sigtun, las muchachas que me rogaron no marchar; no hay regocijo en Hjalmar en la sala después de esto, con ale y hombres, alguna vez. |  |

El mismo lugar se menciona en otros poemas del siglo XI de los escaldos Þjóðólfr Arnórsson, Valgarðr á Velli y Arnórr Þórðarson

## Gesta Danorum
Saxo Grammaticus cita en su Gesta Danorum que Sigmund, uno de los guerreros de la casa de Yngling, llegó de lo que cronológicamente era Fornsigtuna para participar en la batalla de Brávellir:
Ellos igualmente sostuvieron al dios Frey para ser el fundador de su raza. Entre ellos desde la ciudad de Sigtun vino Sigmund, reputado abogado, instruido en hacer contratos de compra y venta; a su lado Frosti apodado Bowl: aliado con él estaba Alf el Altivo (¿Orgulloso?) del distrito de Upsala; este hombre era un certero tirador de lanza, y solía ir al frente en las batallas.

## Arqueología
Existen dos edificios en ruina que antiguamente fueron dos grandes espacios (salas) de tres pasillos, una serie de terrazas de la Edad de hierro germánica, restos de un puerto, un gran montículo y cierto número de pequeños terraplenes. las excavaciones aportan fechas de la era de Vendel, la edad de hierro germánica y la era vikinga, del siglo VI hasta el siglo XI.

## Historia
Hubo una edad de hierro y fue plaza real (ver Uppsala öd) y estaba localizada estratégicamente en una vía naval hacia Gamla Uppsala y el Templo de Upsala. En el siglo X, el nombre cambió a la moderna Sigtuna, que aparentemente asumió muchas de sus funciones.
Se menciona en el año 1170 cuando el papa Alejandro III se dirige al rey Canuto I de Suecia y al jarl Birger Brosa. El papa reclama la devolución del arzobispado de Upsala (hasta 1270 se hacía referencia a Gamla Uppsala) y los pueblos de Strom (Ström en la parroquia de Norrsunda), Fornesitune y Guazbro (probablemente Vadsbro). Los pueblos pertenecieron anteriormente al obispo de Sigtuna, pero fueron confiscados por la corona cuando la diócesis se trasladó a Gamla Uppsala.
En 1299, Birger I de Suecia, hijo de Magnus Ladulás, pasó algún tiempo en Fornsigtuna, hecho constatado en una de sus cartas escritas en Sightonia Antiqua (en Malmberg, Ernst: Svenska slott och herresäten) o apud antiquam Sightoniam (Friesen: Om staden Sigtunas ålder).
En 1315, según Svenskt Diplomatarium (SD) III nr 2032 (s.228), a Erik Magnusson se le concede parte de Fornsigtuna, que para entonces se la denomina Siktonia vetus (vetus significa "vieja"). También se mencionan las propiedades vecinas: Norgungi (Norränge en Håtuna) y Frötunum (Frötuna en Håbo-Tibble) (en Malmberg, Ernst: Svenska slott och herresäten).
En 1541, según Kammar-ark.: jordeböcker, Uppland 1541 nr 5, el lugar se reconoce como una propiedad de Gustavo I de Suecia y pasa a llamarse Forsictuna, Foorsictuna y Fforssiiktwna (en Malmberg, Ernst: Svenska slott och herresäten).
En 1542, según Gustav Vasas jordebok se vuelve a mencionar Foorsictuna y Norringe (Norränge) (Friesen: Om staden Sigtunas ålder).
En 1551, según Sven Nielssons jordebok för Stäkets län, se cita el emplazamiento real de Forsictuna (Malmberg, Ernst: Svenska slott och herresäten y Friesen: Om staden Sigtunas ålder).
En 1567, se la menciona como Foder Sictuna en la provincia de Uppland (Malmberg, Ernst: Svenska slott och herresäten y Friesen: Om staden Sigtunas ålder).
En el siglo XVII aparece en los mapas el nombre Försigtuna (Lantmät.verk. Gävle) y a partir del mismo siglo, el lugar pasa a ser un señorío denominado Signhildsberg o Signesberg.